# Przegląd Artyleryjski
Przegląd Artyleryjski – miesięcznik poświęcony sprawom artylerii Wojska Polskiego.
Czasopismo wydawane było w latach 1923–1939 oraz 1945–1959. Powstało w styczniu 1923 z inicjatywy oficerów artylerii i uzbrojenia. Ogółem w okresie międzywojennym ukazało się 187 numerów tego pisma.

## Redaktorzy naczelni
- płk Wacław Ostromęcki (1923–1927)
- p.o. kpt. Roman Krajewski (1927)
- płk inż. Kazimierz Jakowski (1927–1931)
- ppłk Wacław Vorbrodt (1931–1932)
- ppłk dypl. Marian Korewo (1932–1938)
- ppłk dypl. Jan Ciałowicz (1938–1939)